# Pri Helena
Priscilla Helena da Silva (Juiz de Fora, 26 de junho de 1992), conhecida como Pri Helena, é uma atriz brasileira com atuação destacada no cinema, na televisão e no teatro.
Reconhecida por dar vida à personagens intensos, como Cacá de Volta por Cima, Pri é também co-fundadora do Grilla!, um coletivo artístico cujo foco principal é ampliar o protagonismo da mulher no audiovisual, dentro e fora da cena.

## Biografia
Pri Helena nasceu em Juiz de Fora, Minas Gerais, filha de Jaqueline Araújo Martins Vidal e de Carlos Henrique da Silva e neta de Maria do Carmo Martins; Sua avó materna teve forte influência na sua criação e apoiou sua escolha pela carreira artística desde o
princípio.
Na adolescência, Pri já demonstrava interesse pelo teatro, vindo posteriormente a estudar na Escola de Teatro Martins Penna e na Casa das Artes de Laranjeiras, graduando-se em Comunicação Social pela UFJF - Universidade Federal de Juiz de Fora. Além disso, é também pós-graduada em Artes Cênicas pela Universidade Estácio de Sá.

## Carreira

### Teatro
Iniciou sua carreira em 2008, no teatro e, desde então, Pri Helena atuou em diversos espetáculos com destaque para O Rinoceronte, indicado ao Prêmio Shell em 2019; Os Impostores; Nerium Park e Antes da Chuva.

### Cinema
No audiovisual, fez os longas Turvo, dirigido por Murillo Sued, e Cabrito, de Luciano de Azevedo. Seus outros trabalhos, incluem o média-metragem Cyclone e os curtas Moscas Mortas, Trancinhas, Ondas e o mais recente lançamento, Cadê minha filha, Bob?.
Em 2024, Pri Helena interpretou Zezé no filme Ainda Estou Aqui, dirigido por Walter Salles. O filme foi indicado ao Leão de Ouro no Festival de Veneza e premiado na categoria de Melhor Roteiro, sendo escolhido como Melhor Filme Internacional no Oscar 2025. Pri Helena esteve no Festival Internacional de Cinema de Veneza para a estreia internacional do filme.

### Televisão
Estreou na televisão em uma participação na telenovela das nove da TV Globo Travessia. Na internet, esteve no elenco da série Desatando Nós.
Em 2024, a atriz interpretou Cacá, capataz da contrabandista Violeta (Isabel Teixeira) e rival da protagonista Madalena (Jéssica Ellen) na telenovela das sete, Volta Por Cima. No mesmo ano, integrou o elenco da segunda temporada da série Globoplay Os Outros, como a personagem Beatriz.

## Filmografia

### Cinema
| Ano  | Título                 | Personagem        | Direção            | Notas                            |
| ---- | ---------------------- | ----------------- | ------------------ | -------------------------------- |
| 2020 | Cabrito                | A Meretriz        | Luciano de Azevedo | Longa-metragem                   |
| 2021 | Turvo                  | Sônia             | Murillo Sued       | Longa-metragem                   |
| 2022 | Cyclone                |                   | Pri Helena         | Curta metragem Também roteirista |
| 2022 | Trancinhas             | A Mãe             | Mariana Stolf      | Curta-metragem                   |
| 2022 | Ondas                  |                   | Murillo Sued       | Curta-metragem                   |
| 2024 | Cadê minha filha, Bob? | Jhessy            | Pri Helena         | Curta-metragem                   |
| 2024 | Ainda Estou Aqui       | Maria José (Zezé) | Walter Salles      | Longa-metragem                   |

### Televisão e streaming
| Ano  | Título         | Personagem   | Notas                                |
| ---- | -------------- | ------------ | ------------------------------------ |
| 2019 | Desatando Nós  | Letícia      |                                      |
| 2022 | Travessia      | Presa        | Participação especial                |
| 2024 | Os Outros      | Beatriz      | Participação especial (2ª temporada) |
| 2024 | Volta por Cima | Carla (Cacá) |                                      |

### Teatro
| Ano     | Título                             | Personagem | Direção           | Notas                                         |
| ------- | ---------------------------------- | ---------- | ----------------- | --------------------------------------------- |
| 2014    | Estação dos Passageiros Invisíveis | A Mulher   | Léo Cunha         |                                               |
| 2016–17 | Antes da Chuva                     | Anna       | Rodrigo Portella  |                                               |
| 2018    | Nerium Park                        | Malu       | Rodrigo Portella  |                                               |
| 2019    | Os Impostores                      | Camile     | Rodrigo Portella  |                                               |
| 2019    | O Rinoceronte                      | Daisy      | Contagio Coletivo | Espetáculo indicado ao Prêmio Shell de Teatro |
| 2022    | Espaçonave                         | A Grávida  | Suzana Nascimento |                                               |